# Spółgłoska zwarto-szczelinowa dziąsłowa bezdźwięczna
Spółgłoska zwarto-szczelinowa dziąsłowa bezdźwięczna (spółgłoska zwarto-szczelinowa przedniojęzykowo-dziąsłowa bezdźwięczna) – rodzaj dźwięku spółgłoskowego występujący w językach naturalnych, oznaczany w międzynarodowej transkrypcji fonetycznej IPA symbolem [ʧ] lub [ʦ]. W innych systemach transkrypcji fonetycznej może bywa oznaczana symbolem [č]. Czyta się jak polskie „cz” lub „c”.

## Artykulacja

### Opis
W czasie artykulacji tej spółgłoski czubek lub przednia część języka zwiera się z dziąsłami lub szczeliną między nimi. Początkowo następuje pełne zwarcie, jak w głoskach zwartych, które następnie zmienia się w szczelinę, jak w głoskach szczelinowych. Jednocześnie jest to spółgłoska bezdźwięczna.

### Warianty
- wzniesienie środkowej części grzbietu języka w stronę podniebienia twardego daje wersję zmiękczoną (spalatalizowaną)[1]

## Przykłady
- w języku polskim: depcz (alofon niespalatalizowany), ucz ją, Czile (alofon spalatalizowany)[2] (należy zauważyć, że w polszczyźnie standardowej istnieje różnica między głoską zwarto-językową „cz” a zbitką spółgłosek zwartej i szczelinowej „t” i „sz”, czyli „wieczny” wymawiane jest inaczej niż „wietrzny” – [vjeʧnɨ] i [vjetʃnɨ][3], choć w niektórych dialektach nie ma tego rozróżnienia, tj. zbitki te mają tendencję do tworzenia spółgłoski [č][4])

## Porównanie między językami
W przypadku, gdy w danym języku istnieje więcej niż jedna bezdźwięczna spółgłoska zwarto-szczelinowa, spółgłoski mogą być określane na podstawie dodatkowych cech artykulacji, wtedy w przypadku języka polskiego dziąsłowe określa się również jako szumiące w odróżnieniu od zębowych, czyli syczących i twardopodniebiennych, czyli ciszących. Może to prowadzić do niedokładnego utożsamiania głosek z różnych języków, gdyż w języku angielskim głoska szumiąca [ʧ] (np. występująca dwukrotnie w słowie church) jest raczej twardopodniebienna niż dziąsłowa (właściwie jest pośrednia, tj. zadziąsłowa). Również występujące w językach słowiańskich spółgłoski określane przez jednych jako dziąsłowe są określane jako zadziąsłowe, przy czym w języku polskim i rosyjskim dodatkową cechą je wyróżniającą jest retrofleksja. W językach i dialektach, w których istnieje rozróżnienie między spółgłoskami zadziąsłowymi i dziąsłowymi, spółgłoska dziąsłowa zbliża się do zazębowej, takiej jak polskie „c”.
Ze względu na różnice wynikające z dodatkowych cech miejsca artykulacji postulowane bywa, aby w niektórych przypadkach używać innych określeń. Przykładowo, polskie „c” jest określane jako (za)zębowe, podczas gdy grupę głosek odpowiadających polskiemu „sz” (a więc dotyczy to i „cz”) określa się jako retrofleksyjne, a angielskiemu „sh” (a więc i „ch”) jako zadziąsłowe lub dziąsłowo-podniebienne.